# Alpine A521
O Alpine A521 é o modelo de carro de Fórmula 1 projetado e desenvolvido pela Alpine para a disputa do Campeonato Mundial de Fórmula 1 de 2021, está sendo pilotado por Fernando Alonso e Esteban Ocon. O A521 foi lançado em 2 de março de 2021 e sua estreia ocorreu no Grande Prêmio do Barém, a primeira etapa da temporada.
Devido ao impacto da pandemia de COVID-19, os regulamentos técnicos que estavam planejados para serem introduzidos em 2021 foram adiados para 2022. Com isso, sob um acordo entre as equipes e a FIA, os carros com especificações de 2020 — incluindo o Renault R.S.20 — terão sua vida útil estendida para competir em 2021, com a Alpine (equipe sucessora da Renault na Fórmula 1) produzindo um chassi atualizado denominado "Alpine A521".